# 法兹勒·埃耶尔马兹
法兹勒·埃耶尔马兹（土耳其語：Fazlı Eryılmaz，1997年1月1日—），土耳其男子摔跤运动员。他曾代表土耳其参加挪威奥斯陆举行的2021年世界摔跤锦标赛，获得男子自由式74公斤级铜牌。